# Zemský okres Höxter
Zemský okres Höxter (německy Kreis Höxter) je zemský okres ve východní části spolkové země Severní Porýní-Vestfálsko v Německu. Sousedními zemskými okresy jsou: Holzminden, Northeim, Kassel, Waldeck-Frankenberg, Vysoký Sauerland, Paderborn, a Lippe.

## Historie
Území dnešního okresu Höxter bylo paderbornského biskupství. V roce 1802 bylo připojeno k Prusku. V roce 1816 vytvořila pruská vláda na tomto území tři okresy, Höxter, Brakel a Warburg. V roce 1832 byly Höxter a Brakel sloučeny pod jeden, s názvem Höxter.
Současný okres byl vytvořen v roce 1975, sloučením okresu Warburg a Höxter. Zároveň byla sloučena města a obce tak, že vytvořila dnešních 10 měst.

## Geografie
Geograficky okres pokrývá kopce východně od Teutoburského lesa, konkrétně Eggegebirge a části Vezerské vysočiny. Nejvyšším bodem je Köterberg (496 m). Hlavní řekou je Vezera, protékající východní částí okresu.

## Znak

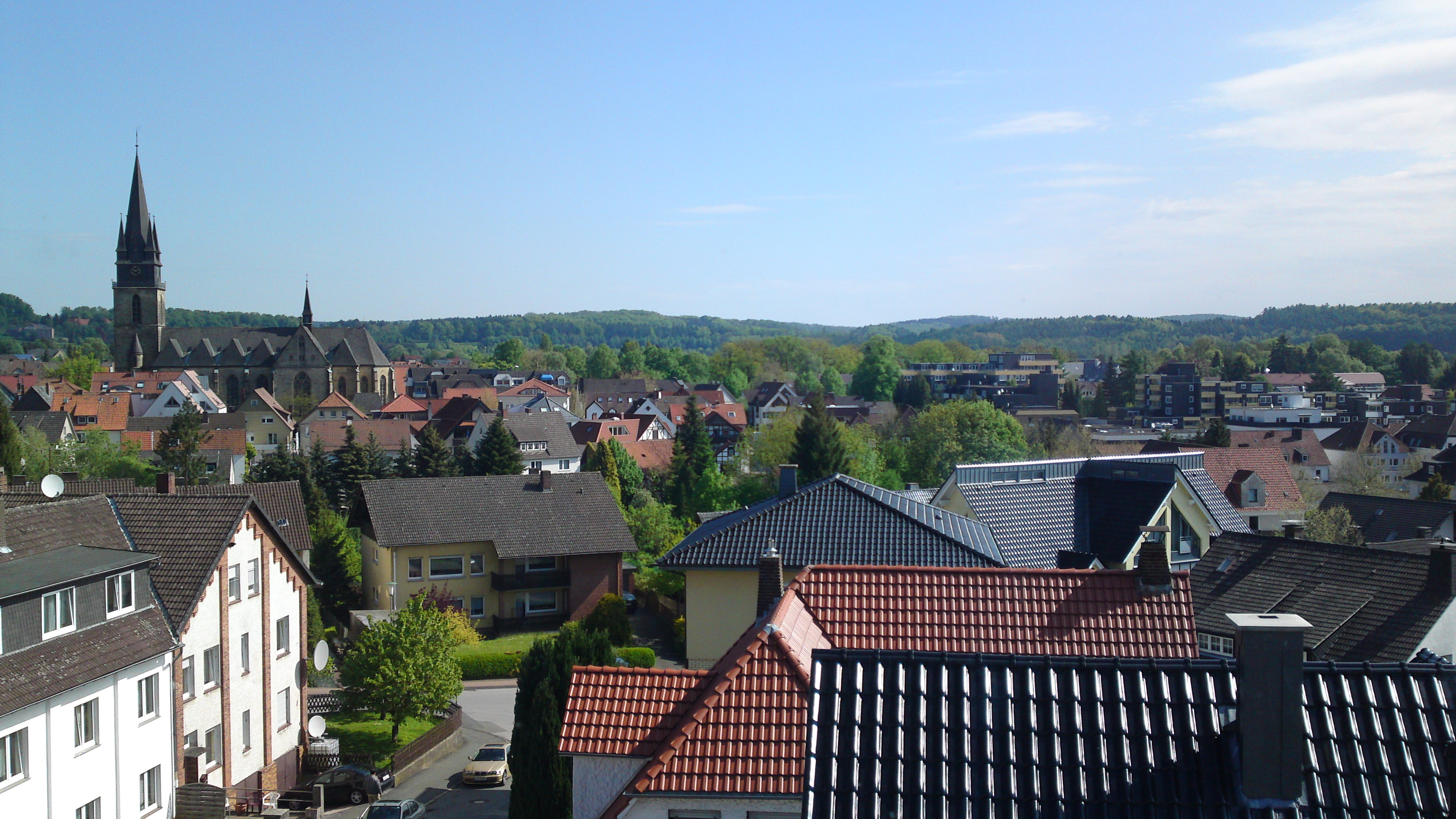
Největší město okresu, Bad Driburg

Lilie ve spodní části znaku pochází ze starého znaku okresu Warburg a stejně tak ji můžeme najít ve znaku města Warburg. Modrá klikatice představuje řeku Vezeru a kříž v horní části připomíná paderbornské biskupství.

## Města
| 1. Bad Driburg (18 431) 2. Beverungen (13 548) 3. Borgentreich (9 002) 4. Brakel (16 722) 5. Höxter (29 812) | 1. Marienmünster (5 230) 2. Nieheim (6 382) 3. Steinheim (12 848) 4. Warburg (23 391) 5. Willebadessen (8 343) |